# Nyamirama
Nyamirama (en kinyarwanda : Umurenge wa Nyamirama) est l'un des 12 secteurs du district de Kayonza, dans la province de l'Est au Rwanda.

## Géographie
Nyamirama couvre une superficie de 61,08 km2 et se situe à une altitude d'environ 1 600 m. Il est divisé en cellules : Gikaya, Musumba, Rurambi et Shyogo. Les secteurs voisins sont Mukarange (en) au nord, Rwinkwavu à l'est, Kabarondo (en) au sud-est, Ruramira (en) au sud-ouest et Muhazi à l'ouest,,,.

## Démographie
La population était de 38 562 habitants au recensement de 2022. Dix ans plus tôt, elle était de 30 528, ce qui correspond à une augmentation annuelle de la population de 2,4 % entre 2012 et 2022,,,.

## Transport
La route nationale 4 traverse le secteur.